# Tata Open India International Challenge 2017
Die Tata Open India International Challenge 2017 im Badminton fand vom 29. November bis zum 3. Dezember 2017 in Mumbai im Cricket Club of India (CCI) im Brabourne Stadium in der Dinshow Vachha Road in Churchgate statt.

## Sieger und Platzierte
| Disziplin    | Gold                                      | Silber                       | Bronze                          |
| ------------ | ----------------------------------------- | ---------------------------- | ------------------------------- |
| Herreneinzel | Sitthikom Thammasin                       | Lakshya Sen                  | Mithun Manjunath                |
| Herreneinzel | Sitthikom Thammasin                       | Lakshya Sen                  | Abhishek Yelegar                |
| Dameneinzel  | Ruthvika Shivani                          | Riya Mookerjee               | Thinaah Muralitharan            |
| Dameneinzel  | Ruthvika Shivani                          | Riya Mookerjee               | Ira Sharma                      |
| Herrendoppel | Maneepong Jongjit Nanthakarn Yordphaisong | Aaron Chia Soh Wooi Yik      | Manu Attri B. Sumeeth Reddy     |
| Herrendoppel | Maneepong Jongjit Nanthakarn Yordphaisong | Aaron Chia Soh Wooi Yik      | Chan Tsz Kit Chang Tak Ching    |
| Damendoppel  | Ng Tsz Yau Yeung Nga Ting                 | Ng Wing Yung Yuen Sin Ying   | Putri Sari Dewi Citra Jin Yujia |
| Damendoppel  | Ng Tsz Yau Yeung Nga Ting                 | Ng Wing Yung Yuen Sin Ying   | Fan Ka Yan Wu Yi Ting           |
| Mixed        | Mak Hee Chun Yeung Nga Ting               | Chang Tak Ching Ng Wing Yung | Chen Tang Jie Goh Liu Ying      |
| Mixed        | Mak Hee Chun Yeung Nga Ting               | Chang Tak Ching Ng Wing Yung | Hoo Pang Ron Peck Yen Wei       |